# Вітор Карвальйо Вієйра
Вітор Карвальйо Вієйра (порт. Vitor Carvalho Vieira, нар. 27 травня 1997, Палмас) — бразильський футболіст, півзахисник португальського клубу «Брага».
Виступав також за клуби «Корітіба» та «Жіл Вісенте».

## Ігрова кар'єра
Народився 27 травня 1997 року в місті Палмас. Вихованець футбольної школи клубу «Корітіба». Дорослу футбольну кар'єру розпочав 2016 року в основній команді того ж клубу, в якій провів чотири сезони, взявши участь у 44 матчах чемпіонату. 
Своєю грою за цю команду привернув увагу представників тренерського штабу клубу «Жіл Вісенте», до складу якого приєднався 2020 року. Відіграв за клуб з Барселуша наступні три сезони своєї ігрової кар'єри. Більшість часу, проведеного у складі «Жіл Вісенте», був основним гравцем команди.
До складу клубу «Брага» приєднався 2023 року. Станом на 10 липня 2025 року відіграв за клуб з Браги 52 матчі в національному чемпіонаті.

## Титули і досягнення
- Володар Кубка португальської ліги (1):

Брага: 2023-24